# Cầu Chợ Dinh
Cầu Chợ Dinh là một cây cầu bắc qua sông Hương nối quận Phú Xuân với quận Thuận Hóa thuộc thành phố Huế., Việt Nam.
Cầu nằm ở phía bắc thành phố Huế, kết nối phường Phú Thượng với phường Phú Hậu thuộc thành phố Huế.
Cầu Chợ Dinh gồm 9 nhịp, dài gần 400 m và rộng 14 m.
Công trình có tổng mức đầu tư là 65,2 tỷ đồng, được xây dựng từ tháng 9 năm 2000 và thông xe vào ngày 28 tháng 4 năm 2003.